# Hot Country Songs

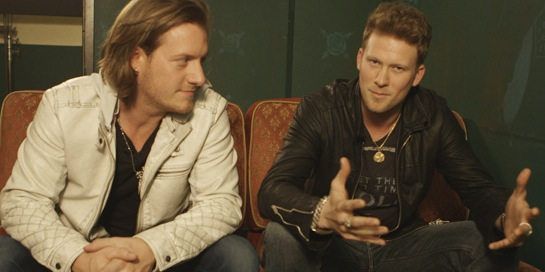
Florida Georgia Line tenen el rècord de més setmanes al número 1 de la llista (106 setmanes) i també el rècord de més setmanes al número 1 de la llista amb una única cançó (50 setmanes per a "Meant to Be", una col·laboració amb Bebe Rexha).

Hot Country Songs és una llista publicada setmanalment per la revista Billboard als Estats Units.
La llista té un total de 50 posicions i recull les cançons més populars de la música country, calculades setmanalment a partir de les dades de les emissores de ràdio (a càrrec de Nielsen BDS), de les vendes digitals i de les reproduccions en línia.
La setmana del 31 de desembre de 2022, la cançó número 1 és "You Proof" de Morgan Wallen.

## Rècords

### Artistes amb més setmanes com a número 1
| Setmanes al número 1 | Artista              |
| -------------------- | -------------------- |
| 106                  | Florida Georgia Line |
| 84                   | George Strait        |
| 82                   | Buck Owens           |
| 72                   | Tim McGraw           |
| 72                   | Kenny Chesney        |
| 60                   | Alan Jackson         |
| 57                   | Sonny James          |
| 56                   | Merle Haggard        |
| 53                   | Toby Keith           |
| 52                   | Sam Hunt             |
| 50                   | Keith Urban          |
| 50                   | Bebe Rexha           |